# Biroella rammei
Biroella rammei är en insektsart som beskrevs av Bolívar, C. 1925. Biroella rammei ingår i släktet Biroella och familjen Morabidae. Inga underarter finns listade i Catalogue of Life.